# Le Fils de l'homme (essai de Mauriac)
Pour les articles homonymes, voir Fils de l'homme.
Le Fils de l'homme est un essai de François Mauriac publié pour la première fois en 1958 aux éditions Grasset.

## Éditions
- Éditions Grasset, 1958